# Ator coadjuvante
Nas artes cénicas, um ator ou atriz coadjuvante ou secundário é uma categoria de ator em uma peça teatral, filme ou qualquer outra manifestação dessas artes que coadjuva, dá suporte, contracena com os atores responsáveis por desenvolver a trama principal da obra e, com sua interferência, auxilia os mesmos a transmitir suas mensagens e ideias; é um ator ou atriz que interpreta papel secundário.